# 楊保熾
楊 保熾（よう ほうし、生没年不詳）は、中国の南北朝時代の仇池氐の首長。

## 経歴
楊玄の庶子として生まれた。楊保宗の弟にあたる。
442年1月、南朝宋の龍驤将軍裴方明らが仇池の楊難当を攻撃した。閏月、建節将軍であった保熾は南朝宋の安西参軍の魯尚期に追われて寒峡で生け捕りにされた。楊難当は南朝宋の軍に敗れて仇池を放棄し、1000騎あまりで上邽に逃れた。裴方明らが仇池を占領すると、保熾が仇池を守ることとなった。南朝宋の秦州刺史の胡崇之が仇池に駐屯した。北魏の古弼や河間公拓跋斉らの攻撃を受けて、胡崇之は濁水で敗れて捕らえられ、その部衆は漢中に逃げ帰った。守将の姜道祖も狭亭で拓跋斉や賀純らに敗れた。7月、仇池は北魏軍に占領され、保熾は敗走した。